# 卢中原
卢中原（1952年9月—），男，河南济源人，中华人民共和国经济学家、政治人物，曾任国务院发展研究中心副主任，第十二届全国政协委员。